# Christophe Galtier
Christophe Galtier (Marselha, 28 de agosto de 1966) é um treinador e ex-futebolista francês que atuava como zagueiro. Atualmente comanda o Neom SC, da Arábia Saudita.

## Carreira como jogador
Passou a maior parte de sua carreira de jogador na França antes de terminar sua carreira com passagens pela Itália e pela China.

## Carreira como auxiliar e técnico de futebol

### 1999-2009
De 1999 a 2004, Galtier foi treinador adjunto no Olympique de Marseille, no Aris Thessaloniki FC e no SC Bastia . De 2004 a 2009, trabalhou como assistente técnico de Alain Perrin no Al Ain FC, no Portsmouth FC, no FC Sochaux-Montbéliard, no Olympique Lyonnais e no AS Saint-Étienne.

### Saint-Étienne
Em dezembro de 2009, Galtier foi nomeado o treinador principal do AS Saint-Étienne .
Em 9 de maio de 2017, Galtier anunciou que deixaria o Saint-Étienne no final da temporada após a expiração do contrato. Ele foi o mais antigo treinador da Ligue 1 até então, tendo ficado por oito anos.

### Lille
Em 22 de dezembro de 2017, o Lille OSC, então na 18ª posição da Ligue 1, anunciou um acordo de princípio com Galtier para se tornar o novo treinador do clube. Ele assumiu o comando após a suspensão de Marcelo Bielsa. Ele retornou ao clube onde foi jogador de 1987 a 1990. Em 25 de maio de 2021, dois dias após o título da Ligue 1, Galtier pediu demissão do comando do Lille.

### Nice
Em 30 de junho de 2021, Galtier foi oficializado como treinador do Nice.

### Paris Saint-Germain
No dia 5 de julho de 2022 foi oficializado como treinador do Paris Saint-Germain, com contrato válido por duas temporadas.

### Al-Duhail
No dia 12 de outubro de 2023, foi anunciado como novo treinador do Al-Duhail do Catar, substituindo Hernán Crespo.

## Títulos
Saint-Étienne
- Copa da Liga Francesa: 2012–13

Lille
- Ligue 1: 2020–21

Paris Saint-Germain
- Supercopa da França: 2022
- Ligue 1: 2022–23

### Prêmios individuais
- Melhor Treinador do Ano da Ligue 1: 2012–13 (empatando com Carlo Ancelotti)